# Theodor Schneider
Theodor Schneider   (Frankfurt del Main, 7 de maig de 1911 - Zähringen, 31 d'octubre de 1988) va ser un matemàtic alemany.

## Vida i Obra
El seu pare era propietari d'una botiga de roba a Frankfurt del Main, on Schneider va passar la seva infància i joventut. El 1929, en acabar el estudis secundaris al Liceu Helmholtz i els estudis musicals al Conservatori Hoch, es va decidir per les ciències i no per la música i va ingressar a la universitat de Frankfurt per estudiar matemàtiques i física. Els seus professors van ser Max Dehn, Paul Epstein, Ernst Hellinger, Otto Szász i, sobre tot, Carl Siegel, amb qui mantindria una amistat duradora. Siegel li va proposar abordar el Seté Problema de Hilbert, cosa que va fer amb tan encert que el va resoldre, però com que l'escrit era massa curt per una tesi doctoral, Siegel li va encarregar un altre treball amb els quals va obtenir el doctorat el 1934 i van ser publicats l'any següent al Journal de Crelle. Com que tots els seus professors eren jueus o contraris al règim nazi (de fet, tots ells van emigrar, excepte Epstein que es va suïcidar) va ser considerat poc fiable políticament i li va costar trobar feina. Va ser professor ajudant a Frankfurt i a Góttingen fins que el 1940 va ser mobilitzat i es va passar tola la Segona Guerra Mundial al servei meteorològic de la Wehrmacht.
Acabada al guerra el 1945, va tornar a la universitat de Göttingen com professor ajudant primer i finalment com professor titular; hi va romandre fins al 1953 excepte un curs que va ser professor substitut a la universitat de Münster. El 1953 va ser nomenat professor de la universitat d'Erlangen, en la qual va ser degà de la facultat de ciències des de 1955 fins a 1957. El 1959 va acceptar una plaça de professor a la universitat de Friburg de Brisgòvia per reemplaçar el difunt Wilhelm Süss, que portava aparellada la direcció de l'Institut de Recerca Matemàtica d'Oberwolfach. Va exercir aquest càrrec fins al 1963, però va continuar ajudant al nou director, Martin Barner, fins que es va jubilar el 1976, com a director adjunt i organitzant els seminaris de teoria de nombres i d'aproximacions diofàntiques.
Malgrat la seva inactivitat científica provocada pel temps de guerra, Schneider va publicar una trentena d'articles científics. Els seus treballs van ser en teoria de nombres, especialment en els camps dels nombres transcendents, de la geometria dels nombres i de les aproximacions diofàntiques. Cal ressenyar la seva monografia de 1957 titulada Einführung in die Transzendenten Zahlen (Introducció als nombres transcendents) que va tenir una influència molt destacable i va ser traduïda ràpidament al francès.